# Naarder Eng
De Naarder Eng is een natuurgebied van het Goois Natuurreservaat ten oosten van Naarden en noordwestelijk van Huizen. Ten noorden van het gebied ligt het Mandalenabos. Over de eng loopt de Zeeweg richting het Gooimeer. Het is een afwisselend natuurgebied dat bestaat uit akkers, eikenbossen en houtwallen. Het gebied grenst aan de Gooimeerkust waar ooit Oud Naarden lag tussen Huizen en de huidige vesting Naarden. In het gebied liggen verschillende hoogtepunten, zoals de Eukenberg en de Aalberg (9 m). De Aalberg biedt uitzicht op het Gooimeer. Aan de oevers bevinden zich rietkragen en een wilgenstruweel waar zich watervogels ophouden.

## Eikenspaartelgenbos
De voormalige scheidingswallen tussen de engen zijn nog zichtbaar in het landschap. Van oudsher werden de eiken hier elke zes à tien jaar afgezet, waarna de stobben opnieuw uitliepen. Dit bosgebruik leverde naast (brand)hout ook eikenschors (eek), dat gebruikt werd voor het looien van leer. De uitgespaarde uitlopers (telgen) van de laatste kapronde groeiden uit tot een zogeheten eikenspaartelgenbos.

## Akkers en bos
Nadat een groot aantal engen in onbruik was geraakt, groeide het hakhout over de wallen heen en vormde de bosschages. Aan de Hoge Zeeweg zijn nog engen intact. Op de glooiende akkers worden nog steeds traditionele gewassen als rogge en boekweit, zomer- en wintertarwe verbouwd. Op de akkers groeien plantensoorten als vlasleeuwenbek, hennepnetel, korenbloem en klaproos. Om de akkers ligt een lappendeken van voormalig privé-eigendom van Gooise boeren en gemeenten. De verwilderde percelen raakten na de oorlogsjaren her en der bebost met naaldbomen voor de woningbouw. Het Goois Natuurreservaat streeft ernaar om die boomsoorten te vervangen door loofhout.
De Eukenberg (14 m) ontleent zijn naam waarschijnlijk aan het 'eken', het loskloppen van de eikenbast voor de leerlooierij. Deze kunstmatig opgeworpen heuvel was in de middeleeuwen een baken voor de schippers. Bij slecht weer werden er vuren op gestookt. Naderhand kwam het gebied in handen van rijke Amsterdamse kooplieden, die er een theekoepel bovenop plaatsten. Die werd na de Tweede Wereldoorlog afgebroken.